# Wólka Kaczyńska
Wólka Kaczyńska (ukr. Ставище) – wieś na Ukrainie w rejonie koszyrskim obwodu wołyńskiego.